# Левый тупик
Ле́вый тупи́к — тупик в Юго-Восточном административном округе Москвы, в районе Лефортово. Расположен между Шоссе Энтузиастов и Шепелюгинской улицами. Тупик имеет необычную форму, трижды поворачивая под прямым углом.

## История
До 7 июня 1922 года тупик носил название Руновский (Рунов) по имени домовладельца, но был переименован в Трофимов тупик (также по имени домовладельца), чтобы избежать путаницы с Руновским переулком в Замоскворечье. 17 декабря 1925 Трофимов тупик был переименован в Левый тупик из-за своего положения относительно улицы Войтовича (с 2005 года — Старообрядческая улица) (если смотреть со стороны шоссе Энтузиастов).

## Здания
В тупике находится единственный жилой дом — № 5/7 (четырёхэтажный кирпичный, построен в 1957 году, 12 квартир).